# Chi Tauri
Chi Tauri (χ Tauri, förkortat Chi Tau, χ Tau) som är stjärnans Bayerbeteckning, är en dubbelstjärna  belägen i den norra delen av stjärnbilden Oxen. Den har en skenbar magnitud på 5,38 och är synlig för blotta ögat. Baserat på parallaxmätning inom Hipparcosuppdraget på ca 11,2 mas, beräknas den befinna sig på ett avstånd av ca 291 ljusår (89 parsek) från solen.

## Egenskaper
Primärstjärnan i Chi Tauri A är en blå stjärna i huvudserien av spektralklass B9 V. Den har en massa som är omkring 2,6 gånger större än solens massa och en radie som är 2,2 gånger solens. Den utsänder från dess fotosfär ca 42 gånger mera energi än solen vid en effektiv temperatur på ca 10 300 K.
Följeslagaren, Chi Tauri B, är separerad med ca 19 bågsekunder från primärstjärnan. Den är en dubbelsidig spektroskopisk dubbelstjärna där de två stjärnorna inte kunnat upplösas, utan deras spektra genom periodiska dopplerskiftningar anger en omloppsrörelse. De två stjärnorna är av spektraltyp F respektive G, och betecknas Chi Tauri Ba och Chi Tauri Bb.
Den lägre radialhastigheten hos Chi Tauri B indikerar närvaron av ännu en stjärna i systemet, betecknad Chi Tauri Bc. Den är för svag för att kunna observeras, men ingår som ett infrarött överskott i spektrumet av Chi Tauri B.  På grund av detta överskott anses denna osynliga komponent vara ett par huvudseriestjärnor av spektraltyp K både med massor som vardera är ca 70 procent av solens. Stjärnorna inom systemet verkar vara dynamiskt samverkande.